# مطموط عريض المنقار
مطموط عريض المنقار (الاسم العلمي: Electron platyrhynchum) (بالإنجليزية: Broad-billed Motmot)‏ هو نوع من الطيور يتبع جنس مطموط الكترون من الفصيلة المطموطية.